# Siv Kladeneț, Haskovo
Siv Kladeneț (în bulgară Сив Кладенец) este un sat în comuna Ivailovgrad, regiunea Haskovo,  Bulgaria. 

## Demografie
Componența etnică a satului Siv Kladeneț
     Nicio identificare (100%)
     Altele (0%)
La recensământul din 2011, populația satului Siv Kladeneț era de 2 locuitori. . Pentru 100% din locuitori nu este cunoscută apartenența etnică.